# Фалештський район
Фалештський район або Фалешть (рум. Fălești) — район у центрально-західній Молдові. Адміністративний центр — Фалешти.
На захід від району розташований кордон з Румунією. Межує з Глоденським районом на півночі, муніципієм Бєльці на північному сході, Синжерейським районом  — на сході та з Унгенським районом на південному сході та півдні.
Національний склад населення згідно з Переписом населення Молдови 2004 року.
| етнічна група       | кількість осіб | Частка, %  |
| ------------------- | -------------- | ---------- |
| молдовани румуни    | 75 863 306     | 83,99 0,34 |
| українці            | 10 711         | 11,86      |
| росіяни             | 3 064          | 3,39       |
| цигани              | 57             | 0,06       |
| ґаґаузи             | 39             | 0,04       |
| болгари             | 32             | 0,03       |
| поляки              | 20             | 0,02       |
| євреї               | 6              | 0,01       |
| інші національності | 222            | 0,25       |
| Всього              | 90 320         | 100        |